# Škotsko morje
Škotsko morje je morje na severnem robu Južnega oceana na meji z južnim Atlantskim oceanom. Na zahodu ga omejuje Drakov preliv, na severu, vzhodu in jugu pa Škotski lok, sistem srednjeoceanskega hrbta in otoškega loka, ki podpira različne otoke. Morje leži v Zahodnoškotski in Vzhodnoškotski kotlini. Ime je dobilo po raziskovalni ladji Scotia. V njem se topi veliko ledenih gor.

## Lokacija in opis
Škotsko morje je vodno območje med Drakovim prelivom, Ognjeno zemljo, Južno Georgijo, Južnimi Sandwichevimi otoki, Južnimi Orkneyjskimi otoki in Antarktičnim polotokom. Vse te otoške skupine sedijo na Škotskem loku, ki uokvirja morje na severu, vzhodu in jugu. Škotsko morje pokriva površino okoli 900.000 km2. Približno polovica morja stoji nad kontinentalno polico.

## Zgodovina
Morje je dobilo ime okoli leta 1932 po raziskovalni ladji Scotia, ki jo je v teh vodah uporabljala Škotska nacionalna antarktična odprava (1902–04) pod vodstvom Williama S. Brucea. Najbolj znani prehod tega hladnega morja je leta 1916 naredil Sir Ernest Shackleton in še pet drugih v prilagojenem reševalnem čolnu James Caird, ko so zapustili otok Elephant in dva tedna kasneje prispeli v Južno Georgijo.
V Argentini Škotsko morje velja za del območja, znanega kot Mar Argentino, v katerem leži več ozemlji, ki jih Argentina zahteva, vendar jih ne zaseda, na primer Južna Georgija in Falklandski otoki.

## Flora in favna
Otoki, ki mejijo na Škotsko morje, so skalnati in čez leto delno pokriti z ledom in snegom; kljub tem težkim razmeram pa otoki podpirajo vegetacijo in so opisani kot ekoregija tundre otokov škotskega morja, ki vključuje Južno Georgijo, vulkanske Južne Sandwicheve otoke in Južne Orkneyjske otoke v Škotskem morju ter oddaljene Južne Shetlandske otoke v bližini Antarktičnega polotoka in majhen izoliran vulkan, imenovan Bouvetov otok. Vsi ti otoki ležijo v hladnem morju pod antarktično konvergenco. Ta območja podpirajo vegetacijo tundre, sestavljeno iz mahov, lišajev in alg, medtem ko se morske ptice, pingvini in tjulnji hranijo v okoliških vodah.
Morske ptice vključujejo štiri vrste albatrosov: falklandski albatros (Diomedea melanophris), sivoglavi albatros (Thalassarche chrysostoma), Phoebetria palpebrata in klateški albatros (Diomedea exulans). Na kopnem otokov živi le pet vrst ptic, med katere spada endemična vrsta rumenokljune dolgorepke (Anas georgica) in endemična južna Georgijska cipa (Anthus antarcticus). Druge ptice so Južni veleviharnik, ki v velikih kolonijah živi na Birdovem otoku.
Na tem območju najdemo številne vrste pingvinov, zlasti veliko kraljevih pingvinov (Aptenodytes patagonicus) v Južni Georgiji, pa tudi bradati pingvin (Pygoscelis antarcticus), zlatočopasti pingvin (Eudyptes chrysolophus), oslovski pingvin (Pygoscelis papua), adelijski pingvin (Pygoscelis adeliae) in Južni skalni pingvin (Eudyptes chrysocome).
Tjulnji so: antarktični morski medved (Arctocephalus gazella) in v velikem številu subantarktični morski medved Arctocephalus tropicalis, morski leopard (Hydrurga leptonyx), Weddellov tjulenj (Leptonychotes weddellii), južnomorskega slona (Mirounga leonina) in rakojedi tjulenj (Lobodon carcinophagus).

## Grožnje in ohranitev
Čeprav imajo otoki Škotskega loka ostro podnebje in nikoli niso bili stalno naseljeni, so jih že dolgo uporabljali kot oporišče za ribolov in lov na tjulnje. Živalski svet na teh oddaljenih otokih ogrožajo tujerodne vrste, zlasti v Južni Georgiji, kamor so na otoke pripeljali celo velike živali, vključno z (zdaj odstranjenimi) severnimi jeleni. Nadaljnja škoda ekosistemom je posledica čezmernega ribolova. Južna Georgija, Južni Sandwichevi otoki in Bouvetov otok so zaščiteni kot naravni rezervati, pri čemer sta Birdov otok in Južna Georgija, območji posebnega znanstvenega pomena. Tjulnji so dodatno zaščiteni z mednarodnimi sporazumi, populacija morskih medvedov pa počasi okreva.